# عشق یعنی…
عشق یعنی...  (به انگلیسی: Love Is... ) نام مجموعه کارتون‌هایی بود که توسط کیم کاسلی در دهه ۱۹۶۰ طراحی و عرضه گردید.